# Alvorada (apresentação musical)
No contexto das bandas marciais, uma alvorada é uma apresentação musical realizada nas últimas horas da madrugada, geralmente às 05:00 . A tradição de realizar alvoradas é comum em cidades interioranas, especialmente em datas comemorativas, como aniversário da cidade ou dia do santo padroeiro do município. Nas bandas militares, é comum a realização de alvoradas em celebração ao aniversário da corporação.
A tradição tem origem no toque de corneta utilizado para acordar militares nos quartéis.